# Pandanus bemarahensis
Pandanus bemarahensis är en enhjärtbladig växtart som beskrevs av Huynh. Pandanus bemarahensis ingår i släktet Pandanus och familjen Pandanaceae.
Artens utbredningsområde är Madagaskar. Inga underarter finns listade.